# Бързолет на Бейтс
Бързолетът на Бейтс (Apus batesi) е вид птица от семейство Бързолетови (Apodidae).

## Разпространение и местообитание
Разпространен е в Габон, Гана, Екваториална Гвинея, Камерун, Република Конго, Демократична република Конго, Либерия, Нигерия и Централноафриканската република.